# ژاک رانسیر
ژاک رانسیر (به فرانسوی: Jacques Rancière)‏ (۱۹۴۰-) فیلسوف فرانسوی، استاد فلسفه در مدرسهٔ دانش آموختگان اروپا در ساس فی و استاد بازنشستهٔ فلسفه در دانشگاه پاریس (سن دُنی) است. نام وی پس از همکاری در نگارش مشترک خوانش کاپیتال(۱۹۶۸) به همراه فیلسوف مارکسیست ساختارگرا، لوئی آلتوسر بر سر زبان‌ها افتاد.

## نظرات خاص رانسیر و جدایی او از نظرات آلتوسر
رانسیر در صفحاتی از مقالهٔ اول کتاب آزادسازی تماشاگر که عنوان کتاب هم هست، به زندگی خود و نسل خود اشاره می‌کند که در آن از یک سو باید به مبارزهٔ اجتماعی و چالش‌های طبقاتی و کمک به کارگران می‌پرداخت و از سوی دیگر به عنوان یک محقق و استاد خود را جدا از این طبقه باز می‌شناخت. وی در این مرحله با خواندن متون تاریخی و خاطرات دو کارگر که روز فراغت‌شان را به نوعی به شهود و تحقیق روشن‌فکرانه می‌گذرانند برمی‌خورد که در او تأثیر عمیقی می‌گذارد: از این پس او باور دارد که کارگر با محقق یا مشاهده‌گر تفاوتی ندارد و تنها کاری که باید کرد این است که او را از این جایگاه و پیش‌فرض‌هایی که او را در مقام ناآگاه مطلق قرار می‌دهد خارج کرد.

### تماشاگر و آموزنده، بازیگر و استاد
رانسیر این پیش‌فرض که آموزگار چیزی بیشتر از آموزنده می‌داند را رد می‌کند و با ارجاع به نظریه‌ای که ژوزف ژاکوتو در اوایل قرن نوزدهم آن را مطرح کرده و بر پایهٔ آن کسی که چیزی را نمی‌داند می‌تواند آن چیز را به کس دیگر آموزش دهد، نظریهٔ آموزگار ناآگاه را ارائه می‌دهد. بر اساس این نظر، هر فردی در یک سطح از آگاهی قرار دارد و کسی که چیزی را نمی‌داند نه خود آن چیز، که چگونه آموختن آن را نمی‌داند و کار آموزگار نشان دادن نشانه‌ها و مسیر این چیز است، در نتیجه دانش‌آموز همواره چیزی بیشتر یا دست‌کم متفاوت از استاد می‌داند. همین منطق در مورد نمایش و تماشاگر نیز صدق می‌کند: طبق نقدی که افلاطون به نمایش دارد در یک جامعهٔ مرتب، هر کس یک کار برای انجام دارد و بازیگر نمی‌تواند در یک جا با دو کار یا شخصیت حاضر باشد. رانسیر معتقد است این نظریه در تئاتر مدرن از جمله نمونه‌های آنتونن آرتو و برشت نیز به قوت خود باقی‌مانده‌است: نزد آرتو تماشاگر خود به بازیگر تبدیل می‌شود و نزد برشت بازیگر جایگاه خود را به عنوان بازیگر معلق می‌کند، این در حالی است که موضوع اصلی از نظر رانسیر این است که باید این پیش‌فرض که تماشاگر منفعل است را زیر سؤال برده و او را از این بند آزاد سازیم.

## آثار ترجمه شده به فارسی
- نفرت از دموکراسی، ترجمهٔ محمدرضا شیخی، تهران: گام نو، چاپ اول: ۱۳۸۹.
- ده تز در باب سیاست، ترجمهٔ امید مهرگان، تهران: رخ داد نو، چاپ اول: ۱۳۸۸.
- مقالهٔ آغاز سیاست در کتاب نام‌های سیاست، ترجمهٔ امیر کیان پور و ارسلان ریحان زاده، تهران: بیگل، چاپ دوم :۱۳۹۲.
- مقالهٔ روش برابری: پاسخ به چند پرسش در کتاب نظریه‌های زیبایی‌شناسی، ترجمهٔ احسان حنیف، تهران: فکرنو، چاپ اول:۱۳۹۹.
- بلاتار، زمان بعد، ترجمهٔ رضا خلیلی، تهران: نقد فرهنگ، ۱۳۹۵
- بلا تار، پس از پایان، ترجمهٔ محمدرضا شیخی، تهران: شورآفرین، چاپ سوم، ۱۳۹۷.
- استتیک و ناخرسندی‌هایش، ترجمهٔ فرهاد اکبرزاده، نشر امید صبا، چاپ اول، ۱۳۹۳.
- آینده تصویر، ترجمهٔ فرهاد اکبرزاده، نشر امید صبا، چاپ اول، ۱۹۹۴.
- ناخودآگاه زیباشناختی، ترجمهٔ فرهاد اکبرزاده، نشر چشمه، ۱۹۹۳.
- فیگورهای تاریخ، ترجمهٔ فرهاد اکبرزاده، نشر مانياهنر، 1400.
- ' 'استاد نادان' '، ترجمه آرام قریب، نشر شیرازه، ۱۳۹۵.
- سياست و استتيك، ترجمهٔ فرهاد اکبرزاده، نشر مانياهنر، 1400.
- تماشاگر رهایی یافته ترجمه‌ی اشکان صالحی، نشر نی، ۱۴۰۰